# Единственность решения
Единственность решения шахматной задачи (этюда) — одно из основных формальных требований к шахматной композиции: задание должно выполняться только одним путём, задуманным автором, без побочных решений и дуалей в тематических вариантах. По окончании главного варианта авторского решения этюда единственность решения на дальнейшую игру (на ходы, не связанные с идеей этюда) не распространяется. В задачах на кооперативный мат и некоторых других видах шахматной композиции допускается несколько решений, только если они задуманы автором и носят тематический характер.